# Salle Chérif-Bellamine
 (mars 2025).
La salle Chérif-Bellamine (arabe : قاعة شريف بالامين) est une salle omnisports tunisienne située à Tunis dans le quartier d'El Gorjani.
Elle est la propriété du Club africain qui y disputent les matchs de ses sections de handball, volley-ball et basket-ball.

## Histoire
Elle est située sur le boulevard du 9-Avril 1938 et occupe une superficie de 1 250 m2.
Autrefois appelé salle Gorjani, elle change de nom en juillet 2012 en mémoire de l'ancien président du club, Chérif Bellamine.